# The Flaming Forest
Pour plus de détails, voir Fiche technique et Distribution.
The Flaming Forest est un film américain réalisé par Reginald Barker et sorti en 1926. Une séquence en technicolor bicolore a été tournée pour la scène d'incendie présentée dans le film.

## Synopsis
Le sergent David Carrigan de la Police montée du Nord-Ouest combat les Indiens, et courtise Jeanne-Marie.

## Fiche technique
- Réalisation : Reginald Barker

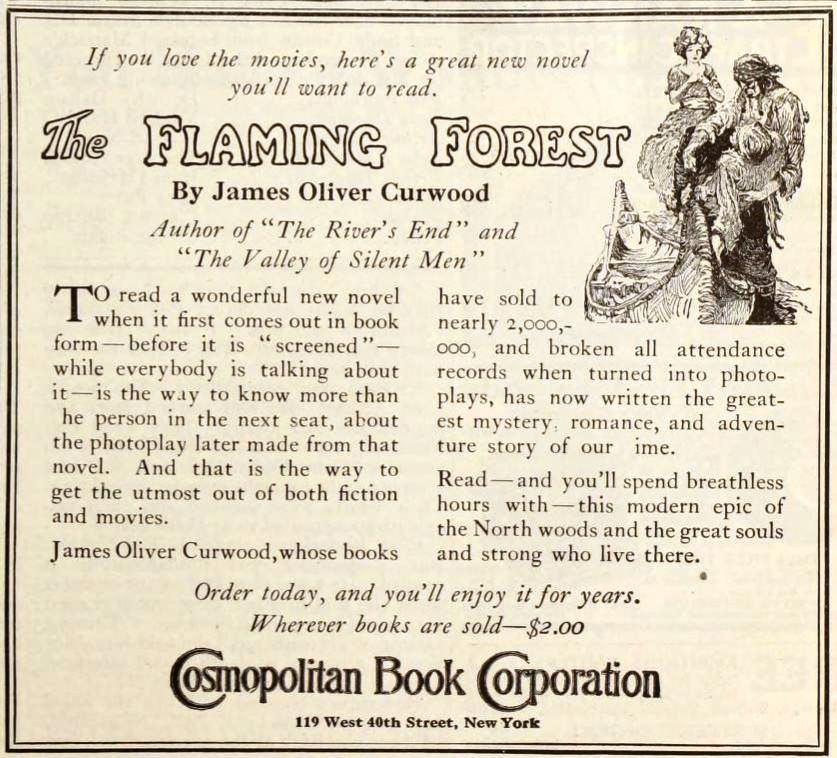
Annonce pour le livre de James Oliver Curwood sur lequel est basé le scénario.

- Scénario : Waldemar Young, Lotta Woods  d'après The Flaming Forest de James Oliver Curwood[2]
- Photographie : Percy Hilburn
- Montage : Ben Lewis
- Costumes : André-ani
- Production : Cosmopolitan Productions[3]
- Distributeur : Metro-Goldwyn-Mayer
- Durée : 70 minutes (7 bobines)[4]
- Date de sortie : 
  - États-Unis : 21 novembre 1926

## Distribution
- Antonio Moreno : Sergeant David Carrigan
- Renée Adorée : Jeanne-Marie
- Gardner James : Roger Audemard
- William Austin : Alfred Wimbledon
- Tom O'Brien : Mike
- Emile Chautard : André Audemard
- Oscar Beregi, Sr. : Jules Lagarre
- Clarence Geldart : Maire Charles McVane
- Frank Leigh : Lupin
- Charles Ogle : Donald McTavish
- Roy Coulson : François
- D'Arcy McCoy : Bobbie
- Claire McDowell : Mrs. McTavish
- Bert Roach : Sloppy
- Mary Jane Irving : Ruth McTavish